# Chrysometa merida
Chrysometa merida este o specie de păianjeni din genul Chrysometa, familia Tetragnathidae, descrisă de Lévi, 1986.
Este endemică în Venezuela. Conform Catalogue of Life specia Chrysometa merida nu are subspecii cunoscute.